# Liste der Monuments historiques in Puttelange-aux-Lacs
Die Liste der Monuments historiques in Puttelange-aux-Lacs führt die Monuments historiques in der französischen Gemeinde Puttelange-aux-Lacs auf.

## Liste der Objekte
| Bezeichnung     | Beschreibung                                                                                              | Standort                       | Kennzeichnung | Schutzstatus | Datum | Bild |
| --------------- | --- | ------------------------------ | ------------- | ------------ | ----- | ---- |
| Wandvertäfelung | Eichenholz, bemalt, 18. Jahrhundert; auf dem Dachboden der Kirche eingelagert                             | in der Friedhofskapelle (Lage) | PM57000816    | Inscrit      | 1990  |      |
| Altar           | Altartisch und Tabernakel; Eichenholz, ehemals farbig gefasst und vergoldet, 18. Jahrhundert; eingelagert | in der Friedhofskapelle (Lage) | PM57000523    | Classé       | 1994  |      |
| Vier Reliquiare | Holz, vergoldet, 18. Jahrhundert; eingelagert                                                             | in der Friedhofskapelle (Lage) | PM57000524    | Classé       | 1994  |      |